# Serra de Monfurado
A Serra de Monfurado é uma elevação de Portugal Continental, com 441 metros de altitude máxima no pico de São Sebastião, e um desenvolvimento de cerca de 20 km na direção este-oeste e de 15 km na direção norte-sul. Situa-se no distrito de Évora, nos concelhos de Montemor-o-Novo e Évora, e separa as bacias hidrográficas do Tejo e Sado. Outros pico relevantes são; Pico do Monte Furado 439m,Pico Monfurado 424m, Pico Água todo Ano 327m.
A serra, resultante de movimentos tectónicos que originaram acidentes oblíquos e elevações planas horst modelados posteriormente pela erosão, eleva-se 150 a 200m acima da peneplanície envolvente. Os limites da serra são nítidos a sudoeste, a sul e a leste, com escarpas que podem atingir mais de 100 metros de desnível, como é o caso próximo das povoações de Santiago do Escoural e Valverde. Os limites são mais complexos a norte, destacando-se uma escarpa a leste de Montemor-o-Novo.
No final do século XIX e início do século XX foram exploradas várias minas, que deixaram como vestígios cortas a céu aberto, galerias, antigos edifícios de apoio e as plataformas das antigas linhas de caminho-de-ferro que serviam as minas dos Monges e da Nogueirinha.
O topónimo Monfurado (Monte Furado) terá tido origem nas inúmeras cavidades aí existentes, quer grutas naturais em formações calcárias (por exemplo, a Gruta do Escoural) quer galerias resultantes da exploração de minérios de ferro, que remonta comprovadamente à época romana (por exemplo, a Mina dos Monges). Uma outra hipótese para a origem do topónimo poderá estar relacionada com trabalhos pré-históricos de movimentação de terras para indicar o local onde o sol se põe nos equinócios quando visto a partir do Cromeleque dos Almendres indicado na base de dados geonames.org como o Monte Furado.

## Rede Natura 2000
A Serra de Monfurado está inscrita como sítio da rede Natura 2000 pela importância que apresenta para a conservação de habitats e espécies selvagens raras, ameaçadas ou vulneráveis na União Europeia.
O sítio de Monfurado é conhecido pelas populações de morcegos dos géneros Myotis e Rhinolophus que encontram o seu habitat nas cavidades que caraterizam a serra.
A vegetação dominante é constituída por importantes montados de sobro e azinho, encontrando-se ainda vestígios de carvalhais de carvalho-cerquinho e carvalho-negral.

## Património
- Convento do Monfurado
- Convento de Santa Cruz de Rio Mourinho
- Ermida de São Luís da Mogueira
- Gruta do Escoural
- Cromeleque dos Almendres